# Parc Thống Nhất
Le parc Thống Nhất ou parc de la réunification est un parc situé dans le district de Hai Ba Trung à  Hanoï au Viêt Nam.

## Description
Le parc est limité par les rues Trần Nhân Tông, Nguyễn Đình Chiểu, Lê Duẩn et Đại Cồ Việt.
Le Lac Bay Mau se trouve au centre du parc.